# Neurofibromina 1
La Neurofibromina 1, NF1 es una proteína reguladora multifuncional, que contiene 2818 aminoácidos. 
La función básica, de la proteína, es la modulación de la vía de transducción de señal RAS/MAPK y supresión de tumores.  
NF1 tiene una alta tasa de mutación y las mutaciones en NF1 pueden alterar el control del crecimiento celular y el desarrollo neuronal, lo que resulta en neurofibromatosis tipo 1 (NF1, también conocida como síndrome de von Recklinghausen)

## Estructura
Es una proteína que contiene 2818 aminoácidos, tiene un peso molecular de 320 kilodaltons (Kd), contiene una región central de aproximadamente 360,  aminoácidos (aa).

### Dominios
Es una proteína multidominio que consiste en  dominio rico en cisteína-serina N-terminal (CSRD), un dominio central relacionado con GAP (GRD), que incluye un dominio de unión a tubulina (TBD) en su extremo N, seguido de un dominio de interacción de fosfolípidos y proteínas, SecPH , y un dominio C-terminal (CTD)
La actividad catalítica RasGAP de la neurofibromina se encuentra en una porción central de la proteína, que se denomina dominio relacionado con GAP (GRD). El GRD es estrechamente homólogo a RasGAP y representa aproximadamente el 10% (229 aminoácidos) de la secuencia de neurofibromina.

### Conformaciones
La neurofibromina tiene dos estados conformacionales, el estado abierto y el estado cerrado. Los cambios conformacionales de la neurofibromina implican reordenamiento de los dominios. El estado abierto de la neurofibromina tiene un protómero en una conformación abierta y el otro en una conformación cerrada. 

#### Conformación abierta
El protómero en la conformación abierta permite la unión de Ras debido a la reorientación de los dominios GRD y Sec14-PH. En la conformación abierta, el sitio de unión al metal que se encuentra en la conformación cerrada se pierde debido a la separación del N-HEAT/ARM y el residuo de cisteína de los residuos de histidina que se encuentran en el enlazador GRD-Sec14-PH. La pérdida del sitio de unión al metal en uno de los monómeros permite que Ras se una al dominio relacionado con Gap debido a la pérdida del impedimento histérico.

#### Conformación cerrada
El estado cerrado de la neurofibromina tiene ambos protómeros en una conformación cerrada, lo que inhibe la unión de Ras al GRD de la neurofibromina debido a que el núcleo HEAT/ARM bloquea el GRD. Este sitio está coordinado por tres residuos, C1032, H1558 y H1576. Este sitio de unión es preferencial para el zinc; se ha descubierto que el zinc estabiliza la conformación cerrada de la neurofibromina. En ausencia de zinc, la neurofibromina está en conformación abierta.

#### Transición entre la conformación abierta y la conformiación cerrada
En la transición del estado cerrado al estado abierto, varios de los dominios de la neurofibromina rotan para hacer más accesible el sitio de unión de la neurofibromina. Esta rotación puede ocurrir debido a la rotación de tres conectores, L1, L2 y L3. L1 está ubicado entre una hélice alfa 48 en N-HEAT y una hélice alfa 49 en GRD. G1190 es un punto de bisagra potencial cuando L1 gira y empuja las hélices alfa hacia afuera para mover el dominio relacionado con Gap. L3 está ubicado entre el dominio Sec14-PH y C-HEAT/ARM y ayuda en el movimiento del dominio Sec14-PH. La proximidad de L1 y L3 tiene que ser cercana para facilitar la rotación de los dominios. L2 comienza en la última hélice del dominio relacionado con Gap y se extiende hasta el dominio Sec14-PH. Su función principal es alejar el dominio Sec14-PH del GRD. Sin estas rotaciones, los sitios de unión a la membrana están ocluidos y son inaccesibles.

### Isoformas
Se conocen cinco isoformas de neurofibromina (II, 3, 4, 9a y 10a-2) y estas isoformas se generan mediante la inclusión de exones de empalme alternativos (9a, 10a-2, 23a y 48a) que no alteran la pauta de lectura. Estas cinco isoformas se expresan en distintos tejidos y cada una se detecta mediante anticuerpos específicos.

## Gen
El gen NF1 se clonó en 1990 y su producto génico, la neurofibromina, se identificó en 1992. NF1 está ubicado en el brazo largo del cromosoma 17, posición q11.2 NF1 abarca más de 350 kb de ADN genómico y contiene 62 exones. 58 de estos exones son constitutivos y 4 muestran empalme alternativo (9a, 10a-2, 23a y 28a). La secuencia genómica comienza 4951 pb del sitio de inicio de la transcripción y 5334 pb del codón de inicio de la traducción, con una longitud de 5' UTR de 484 pb. La transcripción de NF1 ocurre en dirección centrómero-telómero, y genera un ARNm de 11 a 13 kb, con un marco de lectura abierto de, aproximadamente 9 kb.
La regulación del empalme alternativo del exón 23a del gen NF1 permite el ajuste fino de las vías RAS/MAPK y cAMP/PKA a través de su actividad GAP de forma coordinada y opuesta a lo largo del proceso de diferenciación neuronal dependiente del tiempo.
La transversión G→C NT2621 del gen NF1 produce un cambio conformacional en la estructura del dominio GTPasa de la neurofibromina

### Promotor
Los primeros estudios del promotor de NF1 encontraron que existe una gran homología entre los promotores de NF1 humano y de ratón. Se ha confirmado el sitio principal de inicio de la transcripción, así como dos sitios secundarios de inicio de la transcripción tanto en el gen humano como en el de ratón.
El inicio principal de la transcripción es 484 pb arriba del sitio de inicio de la traducción. El marco de lectura abierto tiene una longitud de 8520 pb y comienza en el sitio de inicio de la traducción.

### 3'UTR
Un estudio realizado en 1993 comparó el cDNA de NF1 de ratón con la transcripción humana y encontró que tanto las regiones no traducidas como las codificantes estaban muy conservadas. Se verificó que existen dos transcritos poliadenilados de NF1 que difieren en tamaño por la longitud de la 3'UTR, lo cual es consistente con lo encontrado en el gen de ratón.

## Edición de ARN
En el ARNm de NF1, hay un sitio dentro de la primera mitad del GRD donde se produce la edición del ARNm. La desaminación ocurre en este sitio, lo que resulta en la conversión de citidina en uridina en el nucleótido 3916. Esta desaminación cambia un codón de arginina (CGA) a un codón de parada de traducción en marco (UGA).
Si la transcripción editada se traduce, produce una proteína que no puede funcionar como un supresor de tumores porque el extremo N del GRD está truncado. Se demostró que el sitio de edición en el ARNm de NF1 tiene una alta homología con el sitio de edición de ApoB, donde la holoenzima ApoB edita el ARNm de doble cadena.
Se creía que la edición del ARNm de NF1 involucraba a la holoenzima ApoB debido a la alta homología entre los dos sitios de edición, sin embargo, los estudios han demostrado que este no es el caso. El sitio de edición en NF1 es más largo que la secuencia requerida para la edición de ARNm mediada por ApoB, y la región contiene dos guanidinas que no están presentes en el sitio de edición de ApoB.

## Expresión en células
El gen NF1 codifica para la proteína Neurofibromina 1, este gen se encuentra en el cromosoma 17 (humano).
La neurofibromina se encuentra principalmente en el citoplasma. Tiene una expresión alta en células de schwann. También se expresa en células acinares de las glándulas salivales, lo que hace pensar que esta proteína es importante para la función de la salivación. La neurofibromina es necesaria para el desarrollo embrionario y está involucrada principalmente en la diferenciación de células derivadas de la cresta neural, células mesenquimales, células neurales, melanocitos y células óseas.La neurofibromina regula la proliferación, supervivencia y diferenciación astroglial de células madre neurales
La deficiencia de neurofibromina induce la proliferación de células endoteliales y la neovascularización de la retina.
La neurofibromina controla la macropinocitosis y la fagocitosis en Amebas (Dictyostelium)

## Función
NF1 se encuentra en las membranas postsinápticas de los mamíferos, donde se une al receptor NMDA. La Neurofibromina 1 aumenta la tasa de hidrólisis de GTP de Ras y actúa como un supresor de tumores al reducir la actividad de Ras.        
Cuando se ensambla el complejo Ras-Nf1, el Ras activo se une al surco presente en el dominio catalítico de la neurofibrina. Esta unión ocurre a través de las regiones I y II del interruptor Ras y los dedos de arginina presentes en la neurofibrina. La interacción entre Ras y la neurofibrina da como resultado la hidrólisis de GTP a GDP estimulada por GAP Este proceso se basa en la estabilización de residuos en las regiones interruptor I y interruptor II de Ras, lo que lleva a la confirmación requerida para que Ras adquiera la función enzimática. Esta interacción entre Ras y la neurofibromina también requiere la estabilización del estado de transición para la hidrólisis del GDP, que se logra mediante la inserción de dedos de arginina cargados positivamente en el sitio activo de Ras. Esto neutraliza la carga negativa presente en el GTP durante la transferencia de fosfato La neurofibrina inactiva Ras al hidrolizar GTP a GDP, lo que regula a la baja la vía Ras, que controla la expresión de genes involucrados en la apoptosis, el ciclo celular, la diferenciación celular o la migración
Además, la neurofibromina interactúa con CASK a través del sindecano. Esto sugiere que la neurofibromina juega un papel importante en el transporte de las subunidades del receptor NMDA a las sinapsis en sus membranas. También se sabe que la neurofibrina está involucrada en la vía sináptica ATP-PKA-cAMP mediante la regulación de la adenilato ciclasa. También se cree que se une a la caveolina 1, una proteína que regula p21ras, PKC y factores de respuesta del crecimiento.

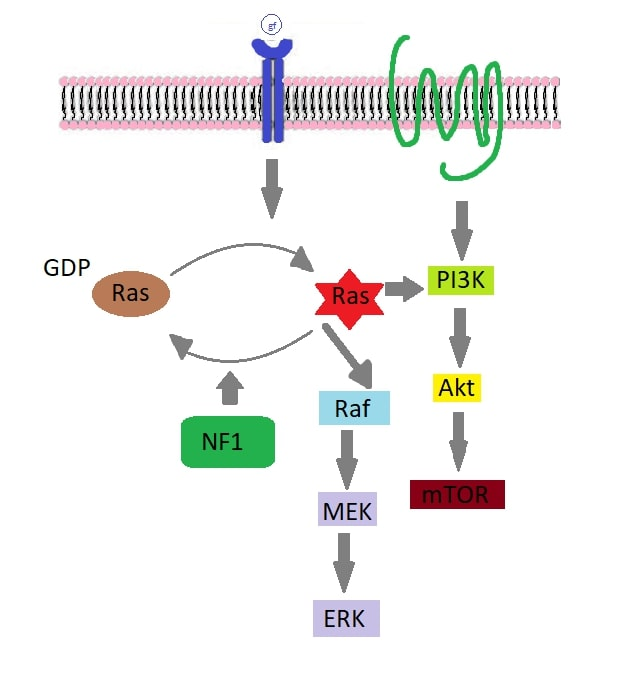

## Significación clínica
El hecho de que la Neurofibromina está implicada en muchos procesos celulares aporta consecuencias significativas cuando el funcionamiento adecuado de la proteína se ve afectado debido a la disminución de la actividad o niveles de la proteína. Afecta la función normal de las células y provoca alteraciones del desarrollo del organismo que conducen a la aparición de signos clínicos específicos de la NF1. Los estudios de mutaciones asociadas con la neurofibromatosis tipo 1 llevaron al descubrimiento del gen NF1.   
Las mutaciones de NF1 también causan leucemia mielomonocítica juvenil y síndrome de Watson. Se han descrito más de 240 mutaciones diferentes dentro del gen NF1, todas las cuales resultan en poco o ninguno producto proteico.
Si bien se ha descrito la pérdida de heterocigosidad en muestras de tumores primarios, las mutaciones de la línea germinal que causan NF1 afecta solo a 1 copia del gen NF1. La haploinsuficiencia del NF1 da como resultado una enfermedad con penetrancia completa y una variedad de complicaciones clínicas. La neurofibromatosis tipo 1 es causada por mutaciones de la línea germinal en el gen NF1, es uno de los trastornos genéticos más comunes que afectan al sistema nervioso. Como tal, las personas con mutaciones en el NF1 son propensas al desarrollo de múltiples tumores del sistema nervioso central y periférico. Aunque los gliomas predominan en el sistema nervioso central, los niños y los adultos son propensos a la formación de 2 tipos principales de tumores de la vaina de los nervios periféricos (neurofibromas): neurofibromas plexiformes y neurofibromas dérmicos o cutáneos. Los neurofibromas plexiformes involucran múltiples nervios o un plexo nervioso, son de origen congénito, desfiguran, están asociados con un crecimiento óseo anormal o erosión, y albergan un riesgo de por vida de transformación maligna en tumores malignos de la vaina nerviosa periférica. Por el contrario, los neurofibromas cutáneos, comienzan a parecer al final de la infancia y principios de la adolescencia y continúan aumentando en tamaño y número a lo largo de la vida, a menudo llegan a miles en algunos adultos.   Se observan manifestaciones clínicas, como una alta tasa de mutaciones somáticas de NF1 en melanoma cutáneo, cáncer de pulmón, carcinoma de ovario y glioblastoma, que no suelen asociarse con neurofibromatosis tipo 1. Dado que la actividad de la neurofibromina es clave para regular la vía RAS/MAPK, las mutaciones de NF1 son importantes en la adquisición de resistencia a los fármacos, a los inhibidores de BRAF, EGFR, tamoxifeno y ácido retinoico en melanoma, cáncer de mama y pulmón y neuroblastoma. Además, las manifestaciones clínicas incluyen las anomalías de aprendizaje y comportamiento.   

## Mutaciones
Hasta día de hoy, se han registrado en la base de datos "Human Gene Mutation Database" más de 2000 distintas mutaciones del gen NF1, incluidas mutaciones missense, non sense, splise - site y frameshift (cambio de marco de lectura). Sin embargo, solo aproximadamente 11% de ellos son mutaciones frameshift causados por micro inserciones. Las mutaciones de perdida de función en el gen NF1 dan como resultado una producción de proteína no funcional truncada. La neurofibromatosis tipo 1, es el síndrome neurocutáneo más común, con una frecuencia de 1 entre 2500 personas, que causan mutaciones de esta proteína. La NF1 se hereda de manera autosómica dominante, sin embargo, aproximadamente un 50% de las mutaciones son "de novo". Las mutaciones son de penetrancia completa, aunque también tienen un efecto pleiotrópico importante. Se estima que las mutaciones puntuales son responsables de aproximadamente el 90% de casos de NF1. 

## Organismos modelo
Generalmente, nuestro conocimiento de la biología de NF1 proviene de organismos modelo, donde están incluidas la mosca de la fruta Drosophila melanogaster y el ratón Mus musculus, cuyos genomas contienen ortólogos de NF1. Los estudios basados en estos modelos preclínicos han demostrado su eficacia, con el posterior inicio de varios ensayos clínicos en neurofibromatosis tipo 1 asociada con neurofibromas plexiformes, gliomas, MPNST y trastornos neurocognitivos. 

### Modelo ratón
En 1994, se publicó el primer ratón genéticamente inactivado para NF1: una mutación homocigota en Nf1 (Nf1-/-) causó graves anomalías cardíacas en el desarrollo que resultaron en letalidad embrionaria en etapas tempranas del desarrollo, lo que indica que NF1 juega un papel crítico en el desarrollo normal. Por el contrario, los animales heterocigotos Nf1 (Nf1 +/-) son viables, pero tienden a desarrollar varios tipos de tumores. Un evento genético de pérdida de heterocigosidad (LOH) en algunas de estas células tumorales respalda el papel de NF1 como gen supresor de tumores.
Luego se creó una línea de ratones knockout condicional llamada Nf1 como parte del Consorcio Internacional de Ratones Knockout, un proyecto de mutagénesis para generar modelos de enfermedades animales y distribuirlos a los científicos interesados en los órganos sensoriales. Los animales machos y hembras se sometieron a fenotipado estandarizado para determinar el efecto de las deleciones. Los ratones mutantes se probaron 26 veces y se observaron 4 anormalidades marcadas. Más de la mitad de los embriones mutantes homocigóticos identificados durante el embarazo murieron, mientras que en otro estudio ninguno sobrevivió hasta el destete. Las otras pruebas se realizaron en ratones mutantes heterocigotos adultos: las hembras tenían ciclos pilosos anormales, mientras que los machos tenían células B reducidas y monocitos aumentados. 
El desarrollo de varios otros modelos de ratón de NF1 también ha permitido estudios preclínicos para probar el potencial terapéutico de fármacos específicos como sorafenib (inhibidor de la quinasa VEGFR, PDGFR y RAF) y everolimus (inhibidor de mTORC) para el tratamiento de la NF1 plexiforme, neurofibromas, sirolimus (rapamicina) (inhibidor de mTORC) MPNST o lovastatina (inhibidor de la HMG-CoA reductasa) para trastornos cognitivos y del aprendizaje NF1 y alectinib (inhibidor de ALK).

### Modelo Drosophila melanogaster
El gen ortólogo de Drosophila melanogaster de la NF1 humana (dNF1) se identificó y clonó en 1997. El gen es un poco más compacto que su homólogo humano, pero sigue siendo uno de los genes más grandes del genoma de la mosca. Codifica una proteína 55 % idéntica y 69 % similar a la neurofibromina humana en toda su longitud de 2802 aminoácidos. Contiene un fragmento central relacionado con IRA que contiene un dominio relacionado con GAP(GRD) catalítico que es muy similar a su contraparte humana.          
Después de varios experimentos, los resultados nos llevan a concluir que la señalización excesiva de Ras/ERK neuronal es la causa de la mayoría, si no de todos, los defectos de dNF1. Observamos que la señalización AC/PKA deteriorada en este modelo no necesariamente involucra neuronas que requieren dNF1. Sin embargo, aunque ningún resultado hasta la fecha descarta formalmente la posibilidad de que dNF1 afecte a las células de señalización de AC/PKA de forma autónoma, la hipótesis de trabajo sigue siendo que la diafonía de diferentes poblaciones neuronales puede estar involucrada en la generación de diferentes Ras/ERK- y AC/PKA-. fenotipos dependientes de dNF1.

## Expresión del gen en tejidos
En el gráfico se puede observar la expresión del gen FN1 en diversos tejidos. La mayor expresión de la proteína neurofibromina se localiza en el cerebro hemisferio cerebelos, lo cual explicaría su implicación en las anomalías de aprendizaje y comportamiento mediante las mutaciones de la proteína neurofibromina.